# Meridiano di Roma (rivista)
Meridiano di Roma: l'Italia letteraria, artistica, scientifica è stata una rivista di critica letteraria, letteratura e arte fondata da Pietro Maria Bardi e diretta da Giovanni Battista Angioletti con un variegato comitato culturale  e, dal gennaio 1938, da Cornelio Di Marzio. Fu pubblicata a Roma con periodicità settimanale a partire dal 1936. Cessò le pubblicazioni nel 1943.

## Storia
La rivista, continuatrice della Fiera Letteraria e dell'Italia Letteraria, accolse articoli e saggi di critica letteraria, letteratura, arte, avvalendosi della collaborazione di alcuni fra i maggiori rappresentanti della cultura italiana del Novecento. Fu una rivista ufficiale del regime fascista, ma di orientamento eterogeneo.
Tra i collaboratori si ricordano Luciano Anceschi, Giovanni Ansaldo, Goffredo Bellonci, Emilio Cecchi, Silvio D'Amico, Julius Evola, Leonardo Sinisgalli, Giancarlo Vigorelli, Filiberto Sbardella, Marcello Gallian, Jacopo Comin. 

Ampio spazio fu dato anche alla poesia. Pubblicarono in anteprima loro componimenti: Libero De Libero, Filippo de Pisis, Alfonso Gatto, Adriano Grande, Eugenio Montale, Salvatore Quasimodo, Corrado Pavolini, Ezra Pound, Vittorio Sereni, Bruno Fonzi.

## Direttori
- Giovanni Battista Angioletti e Pietro Maria Bardi (1936-1938), coadiuvati da:

Comitato culturale (Anton Giulio Bragaglia, Alberto Consiglio, Giacomo Debenedetti, Cornelio Di Marzio, Curzio Malaparte e Nello Quilici)
- Cornelio Di Marzio (1938-1943)
- Ettore Valerio (1943)